# Jesper Nyholm
Jesper Gunnar Fernando Nyholm, född 10 september 1993 i Uppsala, är en svensk-filippinsk fotbollsspelare som spelar för thailändska PT Prachuap. Han representerar Filippinerna på landslagsnivå.

## Karriär
Nyholms moderklubb är Funbo IF. Han började sin seniorkarriär i IK Sirius. Nyholm gjorde två inhopp för klubben i division 1 Norra 2011. I november 2011 flyttades han upp i A-truppen. Inför säsongen 2012 lånades Nyholm ut till division 2-klubben Gamla Upsala SK. Till säsongen 2013 stannade han kvar i GUSK och efter säsongen blev utsedd till "bästa backen i division 2".
I januari 2015 värvades Nyholm av Dalkurd FF, där han skrev på ett tvåårskontrakt.
Den 12 september 2016 blev det klart att Nyholm värvas till AIK inför säsongen 2017. Värvningen innebär ett treårskontrakt som därmed sträcker sig över säsongen 2019. Den 13 mars 2018, i en match mot Örebro i Svenska cupen, så blev Nyholm stämplad och bröt benet. Han behandlades därpå med 14-15 operationer, men det var dock helt uteslutet att han skulle kunna spela för AIK under resten av säsongen 2018. Nyholm spelade alltså inte en enda match i Allsvenskan 2018 när AIK tog SM-guld. Det var då inte ens säkert att karriären skulle kunna fortsätta överhuvudtaget. Han bekräftade i januari 2019 att den större delen av benet har läkt och att fotbollskarriären går att rädda. Efter säsongen 2019 lämnade Nyholm klubben då hans kontrakt inte förlängdes.
Den 13 juni 2020 skrev Nyholm på ett 18-månaderskontrakt med Djurgårdens IF. Efter säsongen 2021 lämnade han klubben.
Den 28 december 2021 blev Nyholm klar för thailändska Muangthong United.
Den 26 juni 2023 blev Nyholm klar för malaysiska Perak. I januari 2025 skrev han på ett halvårskontrakt med thailändska PT Prachuap.